# 17936 Нілус
17936 Нілус (17936 Nilus) — астероїд головного поясу, відкритий 24 квітня 1999 року.